# Фастидий
Фасти́дий (лат. Fastidius; V век) — епископ Британский, писатель.  Фастидию посвящена 56 глава книги Геннадия Массилийского «О знаменитых мужах». Геннадий сообщает о том, что Фастидий написал весьма разумные и достойные две книги. Обе книги написаны в виде обращения к некой Фатале. Это сочинения: «О жизни христианской» и «О вдовстве». Последняя книга не сохранилась. Среди сочинений Августина в 40 томе Patrologia Latina в разделе Dubia помещено сочинение «De Vita Christiana» — «О жизни христианской», большинство учёных склоняется к тому, что это сочинение написано или Фастидием или Пелагием.